# Cenél Conaill
Cenél Conaill sono il clan o i discendenti di Conall Gulban, figlio di Niall Noígiallach. Le dinastie create dai figli di Niall includono:
- Cenel Conaill
- Cenel Eogain
- Cenel Enna

## Antenati dei Cenél Conaill
```
 
Niall Noígiallach
, morto attorno al 
405

   |
   |________________________________________________________________________________
   |               |              |          |               |                   |
   |               |              |          |               |                   |
   
Conall Gulban
   Eoghan      
Coirpre
    Fiacha    Conall Cremthainne      
Lóegaire

   |               |              |          |               |                   |
   |               |              |          |               |                   |
   |        
Cenél nEógain
         |      
Cenél Fiachach
      |           
Cenél Lóegaire

   |                                          |              | 
   |                         
Cenél Coirpri
                  / \
   |                                                       /   \
   |                                                      /     \
   |                                        
Clann Cholmáin
     
Síl nÁedo Sláine
 
   |
  Cenél Conaill of 
In Fochla

   |
   |_________________________________________________
   |                  |                           |
   |                  |                           |
   Fergus Cennfota    Doi                         Enna Bogaine 
   |                 (Cenél nDuach)              (Cenél mBogaine)
   |                  |                               (Cenel Enda)______
   |                  |                           |                     |
   |                  |                           |                     |
   |                  |                           |                Ua Breslin's
   |                  |                           |                di Cinel Enda
   |                  |                           |
   |                  |                           |
   |                  Ninnid, acme 
561
       Melge 
   |                  |                           |
   |                  |                           |
   |               Baetan, morte 
586
          Brandub
   |                                              |
   |_________                                     ?
   |        |                                     |
   |        |                                     Garban 
   Setna    Feidlimid                             | 
   |        |                                     |
   |        |                                     Sechnasach, Rí Cenél mBogaine, morte 
609

   |        
Columb Cille
, 
521
-
597
                 |     
   |_______________________________               |______________
   |                     |        |               |             |
   |                     |        |               |             |
Ainmire, mort 
569
   Colum    Lugaid          Mael Tuile    Bresal, morte 
644
 
   Re d'Irlanda
   |                              |               |
   |                              |               |
   |                       
Cenél Lugdach
      Dungal, Rí Cenél mBogaine, morte 
672

   |                              |               |
   |                              |               |______________
   |                            Ronan             |            |
   |                              |               |            |
   |                              |               Sechnasach   Dub Diberg, morte 
703

   |                            Garb              |            |
   |                              |               ?            |
   |                              |               |            Flaithgus, morte 
732

   |                              |           Forbasach        |
   |                              |       Rí Cenél mBogaine    ?
   |                          Cen Faelad     morte 
722
         |
   |                              |                            Rogaillnech, morte 
815

   |       _______________________|
   |       |                      |
   |       |                      |
   |       Mael Duin          Fiaman     
   |       |                       |
   |       ?                       ?
   |       |                       |
   |       Airnelach       Maenguile
   |       |                       |
   |       |                       | 
   |       |                       |
   |       |                       |
   |       Cen Faelad     Dochartach
   |       |           (
Clann Ua Dochartaig
)
   |       |
   |       |____________________________________________
   |       |                                           |
   |       |                                           |
   |    Dalach, 'Dux' Cenél Conaill,  morte 
870
   Bradagain
   |       |                                           |
   |       |                                           |
   |   Eicnecan, Rí Cenél Conaill, morte 
906
      Baigill
   |       |                                        (Clann Ua Baighill) 
   |       |
   |       |______________________________________________________________
   |       |   |         |           |                  |                |                   
   |       |   |         |           |                  |                |                   
   |       due figli  Flann      Adlann            Domnall Mor          Conchobar
   |  morte 
956
 e 
962
      Abate di Derry   (Clann Ua Domnaill
   |                           morte 
950
    Re di Cenel Conaill dopo il 
1270
)
   |
   |_______________________  
   |                  |
   |                  | 
   
Áed
, m. 598    Ciaran
   |                  |
   |                  |
   |                  Fiachra, fondatore di 
Derry
, m. 
620

   |
   |__________________________________________________________
   |                      |           |                      |
   |                      |           |                      |    
   
Domnall
, m. 
642
  Conall Cu   Mael Cobo, m. 
615
  Cumuscach, m. 
597

   Re supremo            m. 
604
  Re supremo d'Irlanda    |
   d'Irlanda                          |____________
   |                                  |            |
   |                                  |            |
   |                                Cellach      Conall Cael 
   |                                  |  m.  
658
/
664

   |                                  |  
   |                           (Clann Ua Gallchobair)
   |
   |
   |_________________________________________________________________
   |                      |           |           |                |
   |                      |           |           |                |        
   Oengus, m. 650   Conall      Colgu   Ailill Flannesda  Fergus Fanat
   |                   m. 
663
  m. 663   m. 
666
       m. 
654

   |                                                               |
   |                                                               |
   |                                                       Congal Cenn Magair 
   |                                                           m. 
710

   |                                                       Re supremo d'Irlanda
   |                                                               l
   |                                                     __________|__________ 
   |                                                     |         |          |
   |                                                     |         |          |
   |                                                   Donngal  Flann Gohan  Conaig
   |                                                  m. 
731
  m. 
732
 m. 
733

   |                                                       O'Breslin-Fanat
   Loingsech, m. 
703

   Re supremo d'Irlanda
   |
   |_____________________________________________________________________
   |                                |                    |      |      |
   |                                |                    |      |      |
   Flaithbertach, deposto 
734
 Fergus, m. 
707
   tre altri figli, tutti uccisi nel 
703

   |
   |_______________________________________________________________________
   |                                                 |                  |
   |                                                 |                  |
   Aed Muinderg, Ri In Tuisceart, m. 
747
.     Loingsech          Murchad
   |                                           Rí Cenél Conaill   Rí Cenél Conaill 
   |_______________                                m. 754         m. 
767

   |              |                                                     |
   |              |                                                     |
   Domnall      Donnchad                                            Mael Bresail
  m. 
804
     acme 
784
                                     Rí Cenél Conaill 
   |                                                                m. 
767

   |                                                                     |
   Flaithbertach                                                         |
   |                                                                   Oengus
   |                                                                     |
   Canannan                                                              |
  (Ua Canannain)                                                     Mael Doraid
                                                                   (Ua Maildoraid)    
 Ri Cenel Conaill                                                         |
                                                                   _______|_______
                                                                  |               |
                                                                  |               |
                                                                 Fogartach    Mael Bresail
                                                            Rí Cenél Conaill  Rí Cenél Conaill
                                                                 m. 
904
         m. 
901
```

## Tradizione orale
Conall Gulban, figlio di Niall dei Nove Ostaggi, fondò il regno di Tír Conaill (Tyrconnell) nel V secolo, che comprendeva gran parte dell'odierna contea di Donegal e molte aree circostanti. 